# Vadnay Tünde
Vadnay Tünde (Budapest, 1949. április 25. –) magyar bábművész, színésznő.

## Életpályája
A bábszínészethez való vonzódása családi indíttatásból ered, közgazdász édesapjának volt egy felnőttekből álló amatőr bábszínész csoportja. Kisgyerekként többször látta az előadásaikat. Az érettségije után másfél évig jogot tanult, majd akkori munkahelyén alakított egy amatőr bábcsoportot. Ezután jelentkezett bábszínész hallgatónak a Színművészeti Főiskola Bábszínészképző Tanfolyamára. 

„Átestem az első rostavizsgán, a másodikon is… és akkor egyszer csak elkezdtem tanulni… Négyéves volt a képzésünk és aztán az Állami Bábszínház társulatához szerződtem. A hagyományos színészi tárgyak mellett neves bábszínészek tanítják a speciális „bábos” tárgyakat.
Én például Havas Gertrúdtól, B. Kiss Istvántól, Szöllősy Iréntől tanultam… A diploma megszerzése után színészi képességeimet színész mesterkurzuson fejlesztettem, de hittanári diplomát is szereztem és végzett tréner is vagyok. … (az Állami Bábszínázzal)  játszottunk Mexikóban, egy három hónapos turnén beutaztuk Japánt, mégis legtöbbet Európában vendégszerepeltünk. Itt viszont majdnem minden országban.”

A Bábszínészképző Tanfolyamon 1975-ben kapott bábszínészi diplomát. 1992-ig volt az Állami Bábszínház tagja, majd második gyermeke születése után, szabadúszóként, létrehozta saját bábszínházát melynek neve: Mesemondó Tündüs Manó Bábszínháza. 

## Fontosabb szerepeiből
- L. Frank Baum: Óz, a nagy varázsló... Dorka
- William Shakespeare: Szentivánéji álom... Heléna
- E. T. A. Hoffmann – Szilágyi Dezső – Pjotr Iljics Csajkovszkij: Diótörő... Frici, gyerek; Stahlbaumné; Nagymama;
- Benjamin Britten: Pagodák hercege... Törpe
- James Matthew Barrie – Tótfalusi István – Balogh Géza – Pethő Zsolt: Pán Péter... Darling mama; Csippentyű, gazdátlan kisfiú
- Lázár Ervin: Árgyélus királyfi... Rézike, a Dada lánya
- Grimm fivérek – Solti Gábor: Hamupipőke... Anya, a jóságos tündér
- Hans Christian Andersen – Nagy Miklós: A kis gyufaáruslány... Nagyanyó
- German Vasziljevics Matvejev – Mészöly Miklós: A csodálatos kalucsni... Ugri nyúl
- Szabó Magda – Kardos G. György: Tündér Lala... Kencefice
- Örsi Ferenc: A Tenkes fia... Csalafinta csacsi
- Tóth Eszter: A három kismalac... Pufi
- Grimm fivérek – Tóth Eszter: Terülj, terülj asztalkám!... Marika, Anya

## Filmek, tv
- A tücsök hegedűje (1982)
- Csillagvitéz (1987)
- Dörmögőék kalandjai (sorozat)

– A madárfestők című rész (1987)
- Dörmögőék legújabb kalandjai (sorozat)

– A léggömbözők című rész (1991)
– A divatozók című rész (1991)
– A maskarások című rész (1991)
- Süsüke, a sárkánygyerek (2001)